# Augusto Berto
 Augusto Berto ( Bahía Blanca, provincia de Buenos Aires, Argentina, 4 de febrero de 1889-29 de abril de 1953 ), cuyo nombre completo era Augusto Pedro Berto, fue un bandoneonista, compositor y director de orquesta que se dedicó a la música de tango.Entre sus obras se recuerdan especialmente los tangos La payanca, Don Esteban y el muy difundido Dónde estás corazón?. El maestro Juan de Dios Filiberto, dedicó su tango Quejas de bandoneón «a mi amigo Augusto Berto».

## Actividad profesional
Tenía cinco años cuando su familia dejó la Bahía Blanca natal y se radicó en el barrio de Villa Crespo de la ciudad de Buenos Aires que por entonces –y por muchos años- fue un tradicional barrio tanguero. Aprendió por sí solo a tocar el mandolín y la guitarra; más adelante estudió violín, instrumento con el que comenzó a actuar profesionalmente en cafés y, a partir de 1905, bandoneón, con el que siguió el derrotero de ese antecesor fundamental que fue Domingo Santa Cruz, y con el que adquirió cierta nombradía. El manejo de este instrumento lo aprendió con José Piazza, (Pepín), quien también enseñó a Pedro Maffia. Con el tiempo Berto sobre la base de la teoría musical que ya conocía confeccionó sus propios ejercicios y así nació su método de bandoneón, el que luego fue usado por tantos músicos.
Alrededor del año 1906 actuó junto a Antonio Scatasso, el compositor de “Ventanita de arrabal”, en la localidad de San Martín y, más adelante, en una quinta de Floresta con un cuarteto con violín, guitarra y flauta. De ese año es su primer tango, del que su propio autor contó: «La improvisé una noche en que los bailarines habían agotado el repertorio. Después de setenta u ochenta piezas seguidas había que improvisar.» 
Con la orquesta de Pepín Piazza trabajó en el café La Morocha,  en cafetines del barrio de Montserrat en diversos locales del barrio deSan Telmo y en cafés con camareras del barrio de La Boca, hasta que pasan a actuar en el centro.
En 1910, actuó con un cuarteto integrado por Julio Dutry, (El Francés), en violín, José Martínez (El Gallego), en el piano y Vicente Pecci, (El tano Vichenzo) en flauta, en un café que por ser frecuentado por el personal de la Compañía de Tranvías Lacroze, que tenía un uniforme verde, se llamaba el Café de los Loros.  Dos años más tarde, formó un trío con Francisco Canaro en el violín y Domingo Salerno en guitarra. 
En 1920 actuó en el séptimo Baile del Internado, para el cual compuso su tango El séptimo. En 1924 se hizo cargo de la dirección de la orquesta del Teatro Opera en el cual con la voz de su cantor Juan Carlos Marambio Catán, estrenó su tango Perjura.
También lo hizo en la inauguración del cabaret Montmartre y del Café El Parque, de Lavalle y Talcahuano (antes se llamaba Café Internacional) en cuyo entrepiso estaba la Rotisería Argentina y fue la primera orquesta que actuó un baile de carnaval dentro del Teatro Nacional, pues hasta ese momento sólo lo hacían las bandas. Berto actuó con su orquesta en el Café Domínguez de la calle Corrientes 1537 y en el Bar Central de la Avenida de Mayo y Piedras.
En 1920 retornó al sello Victor y en 1924 hace su último registro para el sello Ideal con su tango Papá en puerta y en el acople, Bichito de Marini. 
Berto actuó junto a actores de prestigio de esa época como Angelina Pagano y Roberto Casaux. En 1926 integró la compañía encabezada por Camila Quiroga con la que hizo una gira de varios años por los países del Pacífico, Centroamérica, Antillas, Cuba, México, Estados Unidos, donde actuó acompañado por el eximio violinista Remo Bolognini, en el Manhattan Opera House, y España. 
Como director, además de lograr que el Quinteto Augusto, fuera uno de los de mayor renombre y aptitudes de su época, Berto evidenció un notorio afán de superación. En los últimos años de su trayectoria adoptó un criterio similar al adoptado por Juan Maglio, Francisco Canaro y Roberto Firpo, reuniendo una planta instrumental numerosa, con estribillista, dejando lugar a artistas jóvenes y capacitados, como el bandoneonista Eduardo del Piano y el todavía ascendente cantor Ángel Vargas.

## Labor como compositor
Sus obras más importantes fueron los tangos La payanca, Don Esteban y ¿Dónde estás corazón con letra de Luis Martínez Serrano. Otras obras que se recuerdan son Azucena, Belén  (1955), De la vida milonguera  (1912), Ivette (en colaboración con Pascual Contursi) (1954) y Qué bronca  (1912) así como el vals Penas de amor (en colaboración con Jesús Fernández Blanco) (1955) y la marcha Sarmiento.

### La payanca
En 1916 Berto se basó en un viejo gato de autor anónimo que había tocado con la guitarra antes de hacerse bandoneonista, para hacer la tercera parte de un tango que al editar al año siguiente encuadró como  «Tango milonga sobre motivos populares». 
Respecto del título hay diversas versiones;  el pianista Juan Santa Cruz dijo que Berto ejecutaba con frecuencia el tango –todavía sin nombre- en el cabaré L'Abbaye de Esmeralda al 500 y un día a sugerencia de un concurrente lo tituló La payanca.
Berto le contó a León Benarós que el nombre surgió un día que oyó a un amigo suyo la frase «¡Pialala de payanca!». Se denomina así un tiro de lazo en el cual el pialador, en posición de agachado, con el lazo armado y con unos pocos rollos, hace el tiro ante las manos o el cogote del animal –equino o vacuno- cuando éste cruza crca corriendo por su frente, aproximándosele lo más posible. Es una modalidad algo violenta, que suele lesionar al animal pialado, sobre todo en el "espolón" y los tendones. Si está dirigido al pescuezo se dice “enlazar” y si es a las patas delanteras, "pialar".
Otra versión, de Enrique Ricardo del Valle, asegura que era el apodo de la prostituta de un prostíbulo y la respaldada con una copla anónima que se le aplicó al tango: «Payanca, Payanquita, / no te apresures, / que el polvo que te echo / quiero que dure».

### ¿Dónde estás corazón?
¿Dónde estás corazón? nació como canción con letra y música de Luis Martínez Serrano y fue estrenada en 1924 por el barítono Daniel Arroyo en el Teatro Regis de la Ciudad de México, acompañado por la orquesta dirigida por el autor en el marco de en la revista México a la vista y tuvo gran repercusión en México y España.  Dos años más tarde el bandoneonista Augusto P. Berto llegó a México en el curso de una larga gira por países de América que realizaba con la compañía teatral de Camila Quiroga, y al frente de su trío típico (con Roberto Tach y Remo Bolognini), que actuaba en los intervalos. 
Berto conversó con Martínez Serrano para adaptar la canción al ritmo de tango, y ambos acordaron en repartir por mitades los beneficios que se produjesen cuando fuera ejecutada como tango. Al regresar a Buenos Aires Berto la estrenó con gran éxito en los carnavales, la grabó Charlo, con la orquesta de Francisco Lomuto el 31 de marzo de 1928, Ignacio Corsini le dio un impulso definitivo al grabarla con acompañamiento de guitarras en 1930 y otros muchos músicos y cantantes también la registraron.

### Obras registradas en SADAIC
Las obras registradas en SADAIC a nombre de Augusto Pedro Berco son las siguientes:
- Amor pirata (en colaboración con Alberto Bahamonde Vignoli)
- Angelina (en colaboración con Juan Bautista Sarcione)
- Azucena
- Belén  (1955)
- Curupaity
- De la vida milonguera  (1912)
- Díganle que yo la adoro (en colaboración con José Di Clemente y Mario Battistella)
- Don Esteban (en colaboración con Carlos Keller Sarmiento)  (1954)
- Dónde estás corazón? (en colaboración con Luis Martínez Serrano)
- El Atlántico
- El dolorido
- El gauchito  (en colaboración con Máximo José Orsi)
- El periodista (1955)
- Flora (en colaboración con Carlos Keller Sarmiento)  (1938)
- Ivette (en colaboración con Pascual Contursi) (1954)
- La biblioteca (en colaboración con Jesús Fernández Blanco) (1955)
- La mezquita (en colaboración con Miguel Caro Valero) (1938)
- La oración 	(1955)
- La payanca (con una letra de Juan Andrés Caruso y otra de Jesús Fernández Blanco)
- Mitad y mitad (1955)
- Penas de amor (en colaboración con Jesús Fernández Blanco) (1955)
- Perjura
- Qué bronca  (1912)
- Queja gaucha (en colaboración con Eugenio Rodríguez Asencio)
- Recóndita (1938)
- Sarmiento
- Tu cuna fue un conventillo  (1938)

## Labor gremial
Berto participó en la actividad gremial llegando a desempeñar la presidencia de la Sociedad de Autores y Compositores (SADAIC).
Falleció el 29 de abril de 1953.